# Södra Vägen
Ej att förväxla med Södra vägen i Halmstad
Södra Vägen är en knappt 1 900 meter lång gata i stadsdelarna Heden, Johanneberg och Lorensberg i Göteborg. Gatan går söderut, från Kungsportsbron och Trädgårdsföreningen till Lisebergs södra entré vid Getebergsäng, varifrån den går över i Mölndalsvägen mot Mölndal. Södra Vägen fick sitt namn 1882, och hette tidigare 'Landsvägen' (1800) och 'Södra Landsvägen' (1879).
Längs sin väg ansluter Södra Vägen till flera större gator i Göteborg, framför allt Kungsportsavenyen, Skånegatan, Vasagatan och Örgrytevägen. Gatan passerar även Trädgårdsföreningen, Exercisheden, Korsvägen, Liseberg, Universeum och Världskulturmuseet. Vid Exercisheden går Södra Vägen parallellt med den cirka 500 meter långa Gamla Allén, som planterades i början på 1820-talet. 
Större delen av Södra Vägen, från korsningen Engelbrektsgatan och söderut, är belagd med spårvägsräls. Även ett antal busslinjer går längs gatan, och mellan 2011 och 2012 byggdes vissa av gatans filer om till bussfiler i enlighet med Västsvenska paketet. Den planerade tågtunneln Västlänken är, enligt den sträckning som valts, tänkt att korsa Södra Vägen vid Korsvägen. Ett tidigare förslag på Västlänkens sträckning skulle inneburit att tunneln korsade Södra Vägen både vid Engelbrektsgatan och Lisebergs södra entré.
Den drygt 1 kilometer långa Chalmerstunneln går in under Carlanderska sjukhemmet i höjd med Södra Vägen 68.